# Ithomeis corinna
Ithomeis corinna är en fjärilsart som beskrevs av Otto Staudinger 1887. Ithomeis corinna ingår i släktet Ithomeis och familjen Riodinidae. Inga underarter finns listade i Catalogue of Life.